# Naod
 (avril 2012).
Si vous disposez d'ouvrages ou d'articles de référence ou si vous connaissez des sites web de qualité traitant du thème abordé ici, merci de compléter l'article en donnant les références utiles à sa vérifiabilité et en les liant à la section « Notes et références ».
Naod, frère d’Eskender, Negusse Negest  de l'Empire éthiopien de 1494 à 1508. 
Il règne sous l'influence de sa mère l'Impératrice Eléni (Hélène), fille d’un des vassaux musulmans de l'empire, le prince du Daouaro. Elle avait été baptisée avant de recevoir le titre d’impératrice. Elle aide Naod dans son gouvernement, elle-même conseillée par le Portugais Pedro de Covilham. 
Le règne de Naod commence par la paix avec le sultan d’Adal, mais l’émir de Harar Mafhouz profite des moments de jeûne imposés par l’Église copte pour lancer des expéditions contre les Éthiopiens. Il est facilement vaincu par Naod.
Naod compose des hymnes poétiques et religieux. Il fait construire des églises, comme celle de Makana-Sellasié (Demeure de la Sainte Trinité), tandis que l’impératrice édifie celle de Mertoula-Maryam (Tente de Marie), de plan occidental.
À sa mort le 31 juillet 1508, l’impératrice Eléni (morte vers 1520) exerce encore la régence pendant la minorité de son fils Lebna-Dengel (Encens de la Vierge), âgé de huit ans. 